# Хуан Санчес Морено
Хуан Санчес Морено (ісп. Juan Sánchez Moreno, нар. 15 травня 1972, Алдая) — іспанський футболіст, що грав на позиції нападника.
Виступав, зокрема, за клуби «Сельта Віго» та «Валенсія», а також національну збірну Іспанії.
Дворазовий чемпіон Іспанії. Володар Кубка УЄФА. 

## Клубна кар'єра
У дорослому футболі дебютував 1992 року виступами за команду клубу «Валенсія», в якій провів один сезон, взявши участь у 17 матчах чемпіонату. 
Протягом 1993—1994 років захищав кольори команди клубу «Мальорка».
Своєю грою за останню команду привернув увагу представників тренерського штабу клубу «Сельта Віго», до складу якого приєднався 1994 року. Відіграв за клуб з Віго наступні п'ять сезонів своєї ігрової кар'єри. Більшість часу, проведеного у складі «Сельти», був основним гравцем атакувальної ланки команди.
У 1999 році повернувся до клубу «Валенсія». Цього разу провів у складі його команди п'ять сезонів. Граючи у складі «Валенсії» також здебільшого виходив на поле в основному складі команди. За цей час двічі виборював титул чемпіона Іспанії, ставав володарем Кубка УЄФА.
Завершив професійну ігрову кар'єру у клубі «Сельта Віго», у складі якого вже виступав раніше. Прийшов до команди 2004 року, захищав її кольори до припинення виступів на професійному рівні у 2006 році.

## Виступи за збірні
Протягом 1992–1993 років залучався до складу молодіжної збірної Іспанії. На молодіжному рівні зіграв у 5 офіційних матчах.
У 1998 році провів одну гру у складі національної збірної Іспанії.

## Титули і досягнення
- Володар Суперкубка Іспанії (1):

«Валенсія»: 1999
- Чемпіон Іспанії (2):

«Валенсія»: 2001–02, 2003–04
- Володар Кубка УЄФА (1):

«Валенсія»: 2003–04